# Zelkova abelicea
Zelkova abelicea és un endemisme de l'Illa de Creta on apareix amb una ocurrència d'uns 2,094 km² i amb una àrea d'ocupació d'uns 64 km². La població es considera severament fragmentada encara que la seva àrea de distribució sigui tan àmplia. Les subpoblacions de Levka Ori estan fortament isolades, sent el punt més alt que assoleix l'espècie dins del seu hàbitat i distribució. Hi ha una disminució contínua del seu hàbitat a causa de l'erosió del sòl causada per les trepitjades de la ramaderia. El pasturatge continu d'ovelles i cabres, a més, dificulta excessivament la fructificació. Segons la Unió Internacional per a la Conservació de la Natura (UICN) la seva població tendeix a disminuir i el seu estat de conservació és "en perill d'extinció".

## Descripció
La Zelkova cretenca (Zelkova abelicea) és un arbre de mida petita a mitjana el qual està fortament ramificat creant una densa i extensa corona de fulles que pot arribar fins a terra. Les petites fulles verdes tenen marges serrats però arrodonits. Les petites flors són perfumades. Tenen flors masculines i hermafrodites, les quals tenen ambdós aparells reproductors. El fet de ser tan perfumades afavoreix la seva pol·linització per insectes que se senten atrets per la seva olor. El tipus de fruit pertany a la varietat de la família de les Ulmaceae, la qual inclou nous, sàmares i drupes i totes contenen una sola llavor. Zelkova abelicea és coneguda per ser capaç de fer esqueix, és a dir, una forma de propagació on els brots nous a la base o per sota del sòl creixent cap enfora des de la planta mare per a produir un individu el qual és un clon del progenitor. www.arkive.org Arxivat 2011-02-21 a Wayback Machine..

## Distribució i hàbitat
Zelkova abelicea sovint creix en boscos mixtos amb ''Acer sempervirens'', ''Quercus coccifera'' i ''Cupressus sempervirens'' en vessants orientats al nord així com a la vora de dolines on la humitat del sòl és més abundant, les condicions de sòl més favorables i el subministrament d'aigua més adequat i relativament constant. També creix en llaços de vessants de rius rocosos i barrancs que són secs durant l'estiu però la humitat tendeix a romandre en el subsòl. Creix a una alçada d'un 900 a 1800 metres sobre el nivell del mar formant part de l'oberta
 arbòria de les muntanyes de Creta.

### Sinonímia
- Zelkova abelicea L.[2]
- Abelicea cretica Sm.
- Planera abelicea Schult.
- Quercus abelicea Lam.
- Quercus cretensis Lam. ex Steud.
- Ulmus abelicea (Lam.) Sm.
- Zelkova cretica (Sm.) Spach[3]